# 大塘駅 (広州市)
大塘駅（だいとう-えき）は、中華人民共和国広東省広州市海珠区新滘中路に位置する広州地下鉄3号線及び11号線の駅である。

## 歴史
- 2006年12月30日：3号線の駅として開業[1]。
- 2024年12月28日：11号線の開業により、乗り換え駅となる[2]。

## 駅構造
両線とも島式ホーム1面2線を有する地下駅。

### のりば
| 番線                    | 路線     | 方向   | 行先                           |
| ----------------------- | -------- | ------ | ------------------------------ |
| 3号線ホーム（地下2階）  |          |        |                                |
| 1                       | ■ 3号線  | 南行   | 海傍方面                       |
| 2                       | ■ 3号線  | 北行   | 機場北・天河バスターミナル方面 |
| 11号線ホーム（地下3階） |          |        |                                |
| 3                       | ■ 11号線 | 外回り | 琶洲・員村・中医薬大学方面     |
| 4                       | ■ 11号線 | 内回り | 江泰路・燕崗・梓元崗方面       |

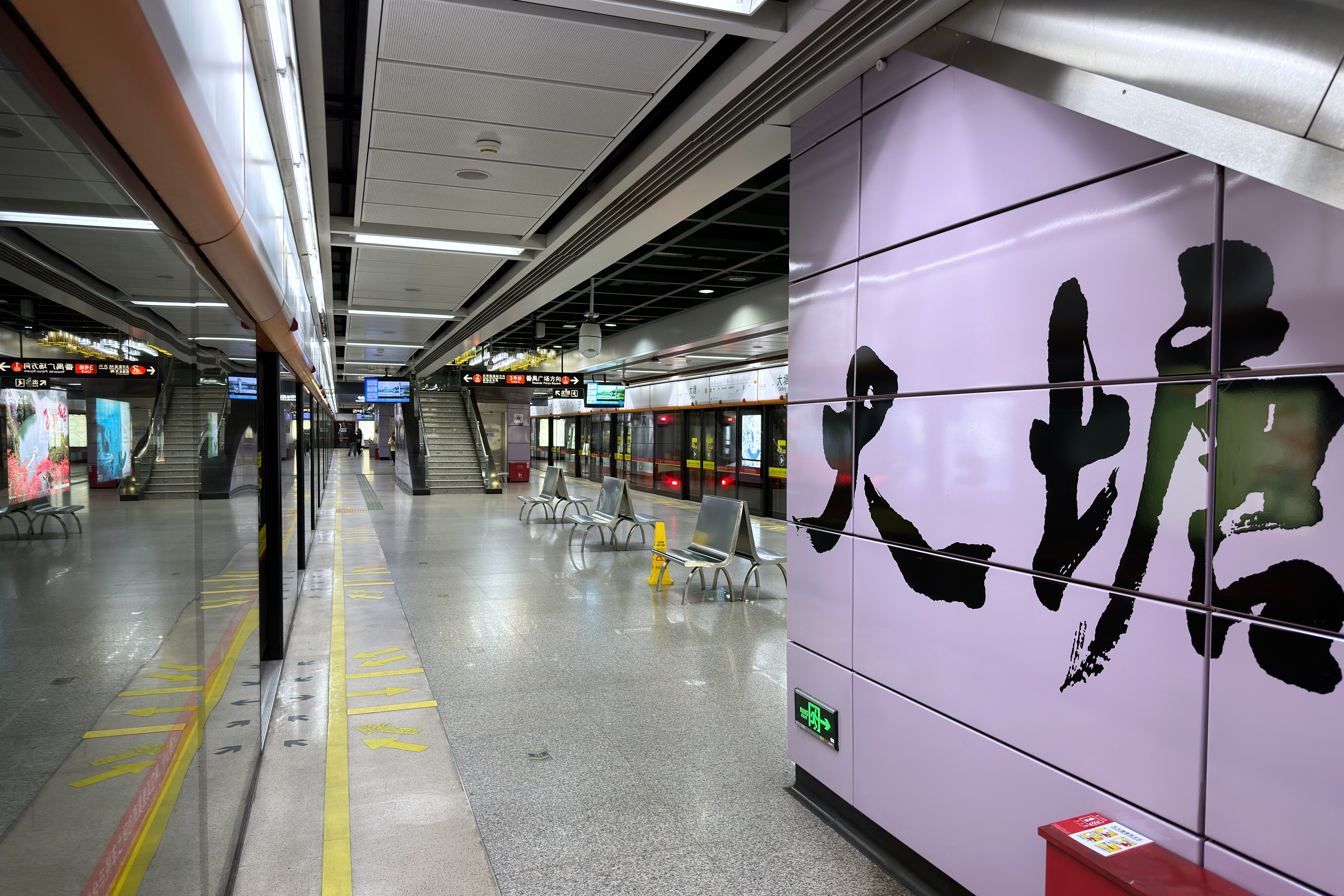
3号線ホーム
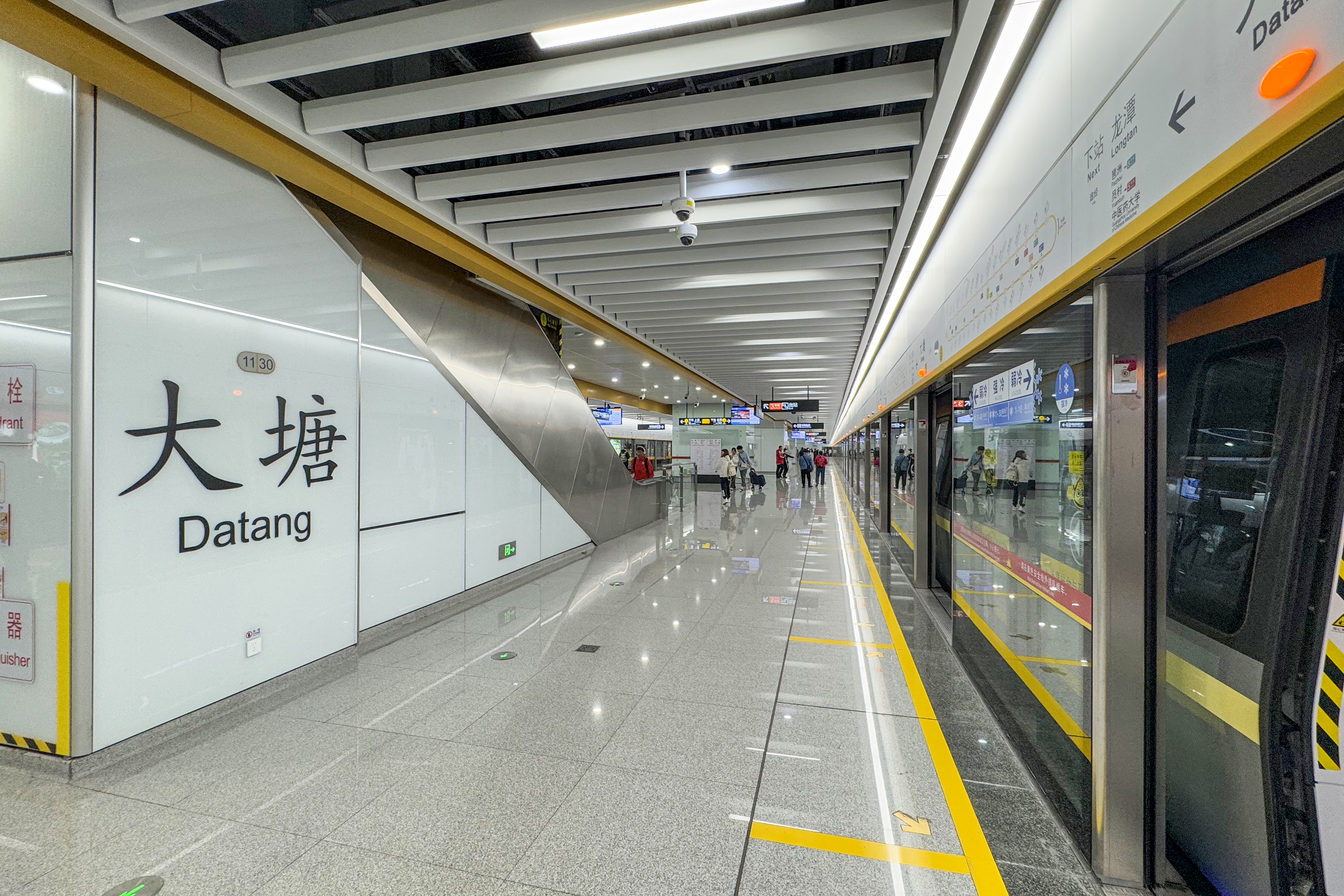
11号線ホーム
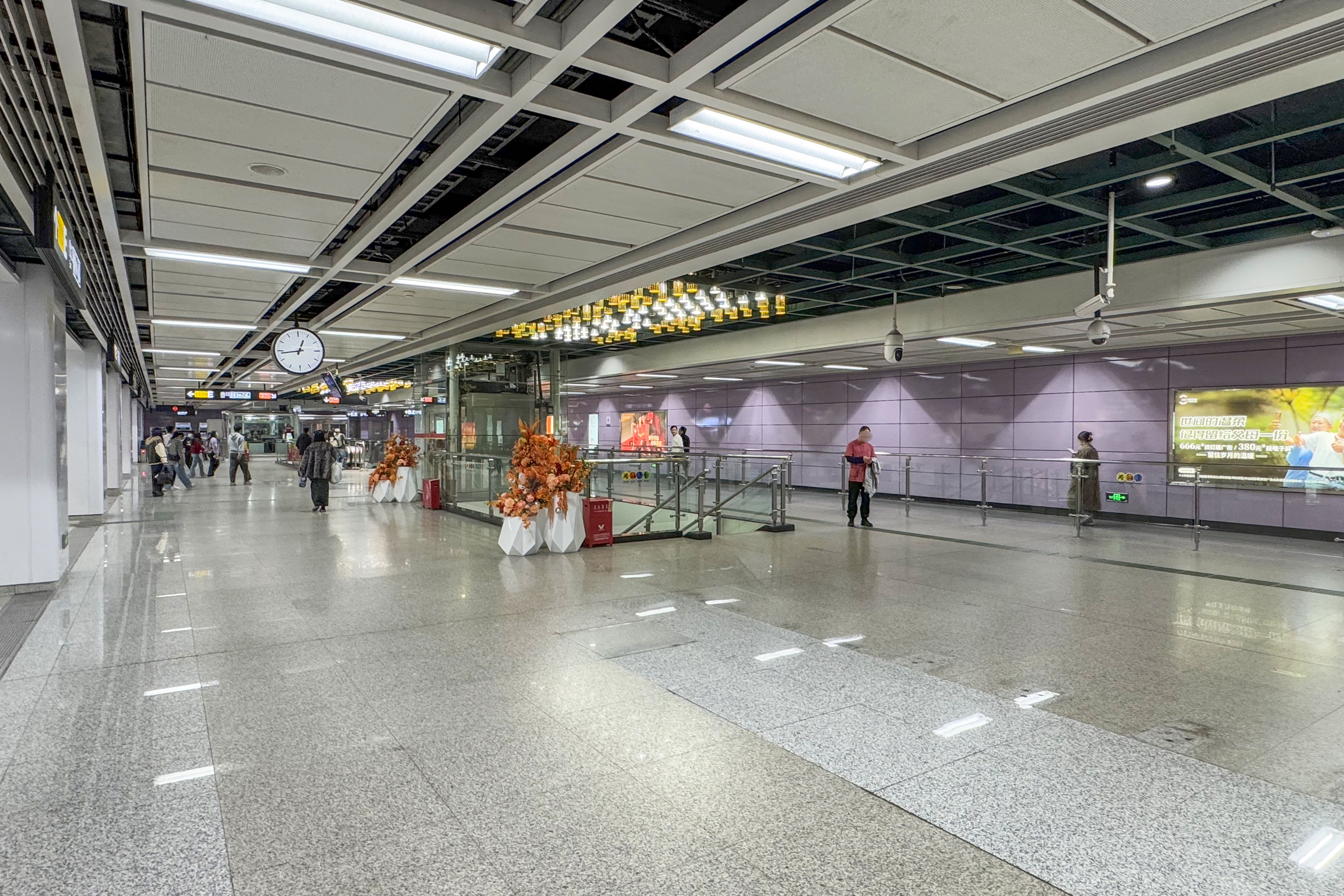
3号線コンコース
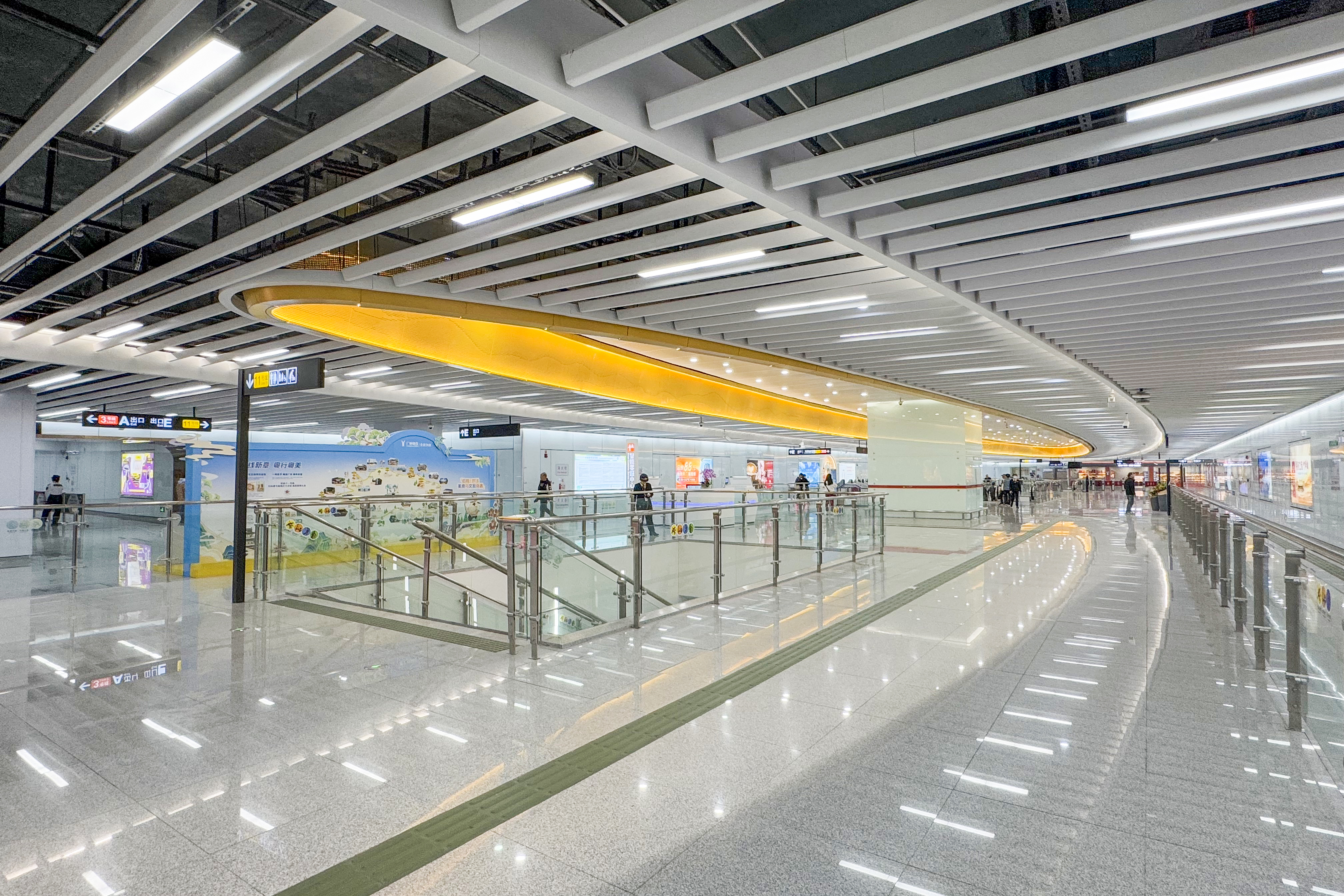
11号線コンコース

## 駅周辺
- 湖景商業広場
- 広駿商務中心
- 海珠湖（中国語版）
- 海珠同創匯
- 広州市文化館（中国語版）

## 隣の駅
広州地下鉄
■ 3号線
瀝滘駅 306 - 大塘駅 307 - 客村駅 308
■ 11号線
上涌駅 1129 - 大塘駅 1130 - 龍潭駅 1131